# Симанова (Пермский край)
Симанова — деревня в Красновишерском районе Пермского края. Входит в состав Верх-Язьвинского сельского поселения.

## Географическое положение
Расположена на правом берегу реки Язьва, примерно в 17 км к юго-востоку от центра поселения, села Верх-Язьва, и в 62 км к юго-востоку от районного центра, города Красновишерск.

## Население
| 2010 |
| ---- |
| 24   |

## Улицы[2]
- Горная ул.

## Топографические карты
- Лист карты P-40-139,140 Северный  Колчим. Масштаб: 1 : 100 000. Состояние местности на 1982 год. Издание 1987 г.